# Nürnberger Versicherungscup 2017
Nürnberger Versicherungscup 2017 byl tenisový turnaj pořádaný jako součást ženského okruhu WTA Tour, který se odehrával na otevřených antukových dvorcích v místním tenisovém klubu. Probíhal mezi 21. až 27. květnem 2017 v německém Norimberku jako pátý ročník turnaje.
Turnaj s rozpočtem 250 000 dolarů patřil do kategorie WTA International Tournaments. Nejvýše nasazenou hráčkou ve dvouhře se stala světová dvacítka Kiki Bertensová z Nizozemska. Jako poslední přímá účastnice do dvouhry nastoupila belgická 90. hráčka Kirsten Flipkensová.
Norimberskou trofej obhájila Kiki Bertensová, jež ve finále českou kvalifikantku Barboru Krejčíkovou, která odehrála první čtvrtfinále, semifinále i finále ve dvouhře WTA Tour. Bertensová si odvezla třetí singlovou trofej z tohoto okruhu. Premiérové tituly kariéry si ze čtyřhry odvezly členky americko-britské dvojice Nicole Melicharová a Anna Smithová.

## Distribuce bodů a finančních odměn

### Distribuce bodů
| Soutěž  | vítězky | finalistky | semifinalistky | čtvrtfinalistky | 16 v kole | 32 v kole | Q  | Q3 | Q2 | Q1 |
| ------- | ------- | ---------- | -------------- | --------------- | --------- | --------- | -- | -- | -- | -- |
| dvouhra | 280     | 180        | 110            | 60              | 30        | 1         | 18 | 14 | 10 | 1  |
| čtyřhra | 280     | 180        | 110            | 60              | 1         | —         | —  | —  | —  | —  |

### Finanční odměny
| Soutěž                                | vítězky | finalistky | semifinalistky | čtvrtfinalistky | 16 v kole | 32 v kole | Q2   | Q1   |
| ------------------------------------- | ------- | ---------- | -------------- | --------------- | --------- | --------- | ---- | ---- |
| dvouhra                               | €34 677 | €17 258    | €9 274         | €4 980          | €2 742    | €1 694    | €823 | €484 |
| čtyřhra                               | €9 919  | €5 161     | €2 770         | €1 468          | €774      | —         | —    | —    |
| částky ve čtyřhře jsou uváděny na pár |         |            |                |                 |           |           |      |      |

## Ženská dvouhra

### Nasazení
| Stát                           | Hráčka              | WTA | Nasazení |
| ------------------------------ | ------------------- | --- | -------- |
| Nizozemsko                     | Kiki Bertensová     | 20  | 1        |
| Kazachstán                     | Julia Putincevová   | 29  | 2        |
| Čína                           | Čang Šuaj           | 31  | 3        |
| Německo                        | Laura Siegemundová  | 32  | 4        |
| USA                            | Alison Riskeová     | 36  | 5        |
| Německo                        | Julia Görgesová     | 45  | 6        |
| Kazachstán                     | Jaroslava Švedovová | 47  | 7        |
| Rumunsko                       | Monica Niculescuová | 48  | 8        |
| Žebříček WTA k 15. květnu 2017 |                     |     |          |

### Jiné formy účasti
Následující hráčky obdržely divokou kartu do hlavní soutěže:
- Katharina Gerlachová
- Katharina Hobgarská
- Tatjana Mariová

Následující hráčky postoupily z kvalifikace:
- Marie Bouzková
- Alexandra Cadanțuová
- Barbora Krejčíková
- Lena Rüfferová
- Amra Sadikovićová
- Anna Zajová

Následující hráčka postoupila z kvalifikace jako tzv. šťastná poražená:
- Julia Glušková

### Odhlášení
před zahájením turnaje
- Mona Barthelová → nahradila ji  Maria Sakkariová
- Eugenie Bouchardová → nahradila ji  Julia Glušková
- Anastasija Sevastovová → nahradila ji  Jevgenija Rodinová
- Lesja Curenková → nahradila ji  Nao Hibinová

### Skrečování
- Alexandra Cadanțuová
- Monica Niculescuová
- Maria Sakkariová
- Laura Siegemundová (přetržení předního zkříženého vazu)[6]

## Ženská čtyřhra

### Nasazení
| Stát                                                                       | Hráčka             | Stát       | Hráčka                            | WTA | Nasazení |
| -------------------------------------------------------------------------- | ------------------ | ---------- | --------------------------------- | --- | -------- |
| Indie                                                                      | Sania Mirzaová     | Kazachstán | Jaroslava Švedovová               | 21. | 1.       |
| Slovinsko                                                                  | Andreja Klepačová  | Španělsko  | María José Martínezová Sánchezová | 65. | 2.       |
| Česko                                                                      | Barbora Krejčíková | Rumunsko   | Monica Niculescuová               | 66. | 3.       |
| USA                                                                        | Raquel Atawová     | Ukrajina   | Kateryna Bondarenková             | 91. | 4.       |
| Žebříček WTA k 15. květnu 2017; číslo je součtem umístění obou členek páru |                    |            |                                   |     |          |

### Jiné formy účasti
Následující páry obdržely divokou kartu do hlavní soutěže:
- Annika Becková /  Anna Zajová
- Katharina Gerlachová /  Katharina Hobgarská

Následující pár nastoupil z pozice náhradníka:
- Varvara Lepčenková /  Jevgenija Rodinová

## Přehled finále

### Ženská dvouhra
- Kiki Bertensová vs.  Barbora Krejčíková, 6–2, 6–1

### Ženská čtyřhra
- Nicole Melicharová /  Anna Smithová vs.  Kirsten Flipkensová /  Johanna Larssonová, 3–6, 6–3, [11–9]